# Angelo Feroci
Angelo Feroci (* 19. Jahrhundert; † 20. Jahrhundert) war ein italienischer Radrennfahrer.

## Sportliche Laufbahn
Feroci war im Bahnradsport aktiv. Bei den Bahnradsport-Weltmeisterschaften 1911 in Rom gewann er beim Sieg von William Bailey die Silbermedaille im Sprint der Amateure. 1912 fuhr er als Berufsfahrer, blieb jedoch ohne Erfolge. 
Über seine weiteren Lebensdaten und Erfolge ist nichts bekannt.
Familiäres